# سيدي بولبرة
سيدي بولبرة هو موقع تنظر الحُكومة المغربية لبناء محطة نووية فيه مُنذ عام 1983. يتواجد الموقع بالقرب من بلدة سيدي إسحاق بين آسفي والصويرة في إقليم الصويرة بالمغرب.

## التاريخ
خططت الحُكومة المغربية لبناء محطة نووية في سيدي بولبرة مُنذ عام 1983 بمُساعدة من الشركة الفرنسية للدراسات والإنجازات النووية. كما أُبرمت اتفاقيات مع لجنة الطاقة الذرية. ينص البرنامج النووي المغربي أولًا على بناء 6600 ميغاواط، ثم يُقلَّصُ إلى مفاعل واحد بقدرة 900 ميغاواط بحلول 2005-2007. من هذا المنظور، جُهِّزَ مركز المعمورة للدراسات النووية بمفاعل أبحاث أمريكي في أوائل العقد الأول من القرن الحادي والعشرين.
وافَقت الوكالة الدولية للطاقة الذرية (IAEA) على الموقع في ديسمبر 2005.
لكن في 29 مايو 2006 أكَّد وزير الطاقة محمد بوطالب أن «المغرب ليس لديه برنامج نووي ولا ينوي بناء محطات طاقة نووية حرارية لتلبية احتياجاته من الطاقة الكهربائية».
في مارس 2007 أكدت مجموعة أتوم ستروي إكسبورت الروسية في بيانٍ صحفي أن «موسكو تدخل المنافسة الدولية التي ترى أن العديد من الشركات مُتعددة الجنسيات تقدم للرباط التكنولوجيا اللازمة لبناء مجمع نووي».
في عام 2015، قام وفدٌ من الوكالة الدولية للطاقة الذرية بزيارة استغرقت ثمانية أيام لتقييم قدرة المغرب على تشغيل محطات الطاقة النووية الخاصة به. في عام 2016، فكر المغرب في دمج الطاقة النووية في مزيج الطاقة بحلول عام 2030، من أجل تقليل اعتماده على الطاقة. وفقًا لصحيفة أخبار اليوم المغربية، بُدأت أعمال البناء في موقع بولبرة في يونيو 2016.